# Leon Greenman
Leon Greenman (ur. 10 grudnia 1910 w Londynie, zm. 7 marca 2008 tamże) – Brytyjczyk żydowskiego pochodzenia, jedyny Anglik będący w czasie II wojny światowej więźniem niemieckiego obozu koncentracyjnego Auschwitz-Birkenau. Autor książki pt. „An Englishman in Auschwitz” („Anglik w Auschwitz”).

## Życiorys
Od piątego roku życia mieszkał wraz z rodzicami w Rotterdamie. W 1935 ożenił się z Holenderką, Esther van Dam, po czym wspólnie wyjechali do Rotterdamu, by opiekować się babką kobiety. W 1940 przyszedł na świat jego syn Barney. Po zajęciu Holandii przez Niemców w 1940 rodzina Greenmanów została w maju tego samego roku deportowana wraz z innymi holenderskimi Żydami do obozu przejściowego Westerbork, a następnie do hitlerowskiego obozu koncentracyjnego KL Auschwitz. Jego żona i syn zostali zgładzeni w komorze gazowej, on sam doczekał wyzwolenia przez Amerykanów w Buchenwaldzie w kwietniu 1945.
Po wojnie nie ożenił się powtórnie, bolejąc nad stratą żony i syna. Wygłaszał odczyty na temat zbrodni nazistowskich. Został odznaczony Orderem Imperium Brytyjskiego IV klasy (OBE). Zmarł w jednym z londyńskich szpitali, gdzie trafił na skutek złamania nogi.